# Франшвил (Ер)
Франшвил (фр. Francheville) насеље је и општина у северној Француској у региону Горња Нормандија, у департману Ер која припада префектури Евре.
По подацима из 2011. године у општини је живело 1249 становника, а густина насељености је износила 51,98 становника/km². Општина се простире на површини од 24,03 km². Налази се на средњој надморској висини од 190 метара (максималној 197 m, а минималној 173 m).

## Демографија
| 1962. | 1968. | 1975. | 1982. | 1990. | 1999. | 2011. |
| ----- | ----- | ----- | ----- | ----- | ----- | ----- |
| 752   | 868   | 826   | 836   | 947   | 1.151 | 1.249 |

График промене броја становника у току последњих година